# Сан-Нікола-Арчелла
Сан-Нікола-Арчелла (італ. San Nicola Arcella, сиц. San Nicola Arcella) — муніципалітет в Італії, у регіоні Калабрія,  провінція Козенца.
Сан-Нікола-Арчелла розташований на відстані близько 360 км на південний схід від Рима, 130 км на північний захід від Катандзаро, 75 км на північний захід від Козенци.
Населення — 1934 особи (2014).

## Демографія
Населення за роками:

Станом на 1 січня 2023 року в муніципалітеті офіційно проживали 133 іноземці з 19 країн, серед них 103 громадяни країн Євросоюзу та 6 громадян України.

## Сусідні муніципалітети
- Прая-а-Маре
- Санта-Доменіка-Талао
- Скалеа